# Tom Sluby
Tom Griffin Sluby (Washington D. C., 18 de febrero de 1962) es un exjugador y entrenador de baloncesto estadounidense que jugó una temporada en la NBA. Con 1,93 metros de estatura, lo hacía en la posición de escolta.

## Trayectoria deportiva

### Universidad
Jugó durante cuatro temporadas con los Fighting Irish de la Universidad de Notre Dame, en las que promedió 9,6 puntos, 2,0 rebotes y 1,3 asistencias por partido. Protagonizó la mayor mejora en 20 años de su universidad entre su temporada júnior a la sénior, pasando de promediar 5,0 puntos a lograr 18,7 por partido en su última temporada. Ese último año ejerció además como capitán del equipo.

### Profesional
Fue elegido en la cuadragésimo primera posición del Draft de la NBA de 1984 por Dallas Mavericks, donde apenas contó para su entrenador, Dick Motta, que lo alineó en 31 partidos menos de cinco minutos en cada uno de ellos, promediando 2,4 puntos.
Antes del comienzo de la temporada 1985-86 fue despedido, planteándose la posibilidad de ir a jugar a Irlanda, pero el entonces entrenador de Notre Dame, Digger Phelps, le convenció para que dejara el baloncesto en activo y se convirtiera en su asistente.

### Entrenador
Tras dejar las pistas, regresó a Notre Dame para terminar la carrera y a la vez convertirse en entrenador asistente del equipo, puesto que ocupó durante dos temporadas, entre 1986 y 1988.

## Estadísticas de su carrera en la NBA

### Temporada regular
| Temporada | Edad | Equipo           | Liga | P  | TIT | MIN | TC  | TCA | %TC  | 3P  | 3PA | %3P  | TL  | TLA | %TL  | R.OF. | R.DEF. | REB | ASIS | ROB | TAP | PER | FP  | PTS |
| 1984-85   | 22   | Dallas Mavericks | NBA  | 31 | 0   | 4.9 | 1.0 | 1.9 | .517 | 0.0 | 0.1 | .000 | 0.4 | 0.7 | .619 | 0.2   | 0.2    | 0.4 | 0.5  | 0.1 | 0.0 | 0.4 | 0.6 | 2.4 |
| Total     |      |                  | NBA  | 31 | 0   | 4.9 | 1.0 | 1.9 | .517 | 0.0 | 0.1 | .000 | 0.4 | 0.7 | .619 | 0.2   | 0.2    | 0.4 | 0.5  | 0.1 | 0.0 | 0.4 | 0.6 | 2.4 |